# Василевич, Ацо
А́цо (Алекса́ндар) Василе́вич (серб. Александар Васиљевић/Aco (Aleksandar) Vasiljevic; род. 25 сентября 1973 года, Чачак, СФРЮ) — сербский футболист, нападающий.

## Игровая карьера
В футбол начинал играть в команде родного городка Чачак. Затем по году играл в Радичках и Панчеве, далее три сезона провёл в Белграде. Привлекался к играм молодёжной сборной. В составе команды «Обилич» в сезоне 1997/98 становился чемпионом Союзной республики Югославия. После гибели президента белградского клуба, его вдова, став наследницей, решила распродать футболистов. Василевич отправился на просмотр в российский «Анжи» и украинский «Металлург». После сборов футболист предпочёл принять предложение из Запорожья.
В Запорожье Василевич стал первым легионером с Балкан. В чемпионате Украины дебютировал 2 апреля 2000 года в игре против одесского «Черноморца». В первом сезоне сыграл в 10 матчах, в которых забил 5 голов. В следующих двух сезонах практически не играл. Накануне чемпионата 2002/03 нападающий исчез из расположения клуба. Пытался трудоустроиться в Греции, в клубе «Аполлон».
Доигрывал в Финляндии в командах «Нерпес-Крафт» и «ХИК».